# A.K.A. I-D-I-O-T
A.K.A. I-D-I-O-T è un EP del gruppo musicale svedese The Hives, pubblicato nel 1998.

## Tracce
1. A.K.A. I-D-I-O-T
2. Outsmarted
3. Untutored Youth
4. Fever
5. Mad Man
6. Numbers